# Kairos (christianisme)
Pour les articles homonymes, voir Kairos (homonymie).
Le kairos est dans la Bible le moment choisi par Dieu pour l’accomplissement de son dessein, le moment particulier de l’action divine. Dans son éternité, Dieu ne connaît pas le chronos (c’est-à-dire le temps continu) mais bien le ‘kairos’, qui est le moment de son intervention dans le temps humain. 
Cette intervention n’est pas obvie. L’épaisseur du temps humain et les multiples préoccupations de l’homme font qu’il lui est nécessaire de faire preuve de discernement et de sagesse pour reconnaître dans sa vie (ou celle du monde) le kairos divin.
Ainsi, dans le Nouveau Testament, Jésus commence-t-il sa première prédication (Mc 1:15) : « Le temps [kairos] est accompli et le règne de Dieu s’est approché... » Le mot '‘kairos’' revient 86 fois pour indiquer un moment, une saison, surtout celle de la moisson (le moment est arrivé), tandis que le mot ‘'chronos'’, qui indique une certaine quantité de temps, telle une journée ou une heure, est utilisé 54 fois (par ex. Ac 13:18, Ac 27:9). En Jn 7:6, Jésus fait une distinction entre son moment personnel et celui de ses disciples, son '‘kairos n’étant pas encore arrivé, tandis que celui des disciples (également ‘'kairos'’) est désormais là, présent, qui est de s’instruire auprès du maître et d’écouter sa parole, de se rendre toujours disponible à l’instruction, que ce soit dans la répétition et la continuité que dans l’inattendu et le surprenant.
L’apôtre Paul continue. La perception du kairos, moment divin opportun, invite à l’urgence (2 Co 6:2) : « Voici maintenant le moment [kairos] tout à fait favorable. Voici maintenant le jour du salut ». Il faut choisir et agir, et sans tarder.
Au début de la Divine Liturgie des Églises orientales (orthodoxes ou catholiques), le diacre s’adresse au prêtre pour dire : « Καιρός του ποιήσα τω Κυρίω», Kairos tou poièsa to Kurio » (« C’est le moment de l’action du Seigneur ») avertissant que la liturgie est à la croisée du temps de l’action humaine et du temps de Dieu (éternité). 
Certains théologiens ont étendu le sens biblique du mot '‘kairos’' à certains moments ou tournants majeurs dans l’histoire de l’Église universelle (ou d’Églises particulières), considérés comme particulièrement marqués de la grâce divine.  
Dans son interprétation de l’histoire du salut, le théologien luthérien Paul Tillich utilise fréquemment le concept biblique. La venue du Christ dans l’histoire humaine est le '‘kairos par excellence. D’autres moments, de crises ou d’ouverture particulière dans l’histoire, ont appelé à des décisions existentielles humaines parce qu’elles y ont perçu le moment divinement choisi.  
En philosophie, certains auteurs, particulièrement Martin Heidegger, ont emprunté la conception biblique du kairos - en ce cas le kairos eschatologique (parousie - moment choisi par Dieu pour le retour du Christ à la fin des temps) - pour lui donner une application séculière.